# 1143
| [ Edytuj tabelę ]          |                                                                              |
| Książę Małopolski          | - 1138 Władysław II Wygnaniec 1146                                           |
| Książę Wielkopolski        | - 1138 Mieszko III Stary 1177                                                |
| Król Angkoru               | - 1113 Surjawarman II 1150                                                   |
| Król Anglii                | - 1135 Stefan z Blois 1154                                                   |
| Król Aragonii              | - 1137 Petronela Aragońska 1164                                              |
| Hrabia Barcelony           | - 1131 Rajmund Berengar IV Święty 1162                                       |
| Książę Bawarii             | - 1141 Henryk XI Jasomirgott 1156                                            |
| Książę Burgundii           | - 1102 Hugo II 1143 - 1143 Eudes II 1162                                     |
| Cesarz Bizancjum           | - 1118 Jan II Komnen 1143 - 1143 Manuel I Komnen 1180                        |
| Cesarz Chin                | - 1127 Song Gaozong 1162                                                     |
| Książę Czech               | - 1140 Władysław II 1172                                                     |
| Król Danii                 | - 1137 Eryk III Jagnię 1146                                                  |
| Władca Egiptu              | - 1130 Al-Hafiz 1149                                                         |
| Król Francji               | - 1137 Ludwik VII Młody 1180                                                 |
| Król Gruzji                | - 1125 Dymitr I 1156                                                         |
| Hrabia Holandii            | - 1121 Dirk VI 1157                                                          |
| Cesarz Japonii             | - 1141 Konoe 1155                                                            |
| Kalif                      | - 1136 Al-Muqtafi 1160                                                       |
| Król Kastylii              | - 1126 Alfons VII 1157                                                       |
| Wielki książę Kijowa       | - 1139 Wsiewołod II Olegowicz 1146                                           |
| Patriarcha Konstantynopola | - 1134 Leon Styppes 1143 - 1143 Michał II Kurkuas 1146                       |
| Władca Korei               | - 1122 Injong 1146                                                           |
| Państwo Almorawidów        | - 1106 Ali ibn Jusuf 1143 - 1143 Taszfin ibn Ali 1143                        |
| Król Nawarry               | - 1134 Garcia IV 1150                                                        |
| Król Norwegii              | - 1136 Inge I Garbaty 1161 - 1136 Sigurd II Gęba 1155 - 1142 Eystein II 1157 |
| Książę Obodrzyców          | - 1131 Niklot 1160                                                           |
| Hrabia Palatynatu          | - 1142 Herman III von Stahleck 1155                                          |
| Papież                     | - 1130 Innocenty II 1143 - 1143 Celestyn II 1144                             |
| Król Portugalii            | - 1139 Alfons I 1185                                                         |
| Sułtan Rumu                | - 1116 Masud I 1156                                                          |
| Książę Rusi halickiej      | - 1141 Władymirko 1153                                                       |
| Książę Saksonii            | - 1142 Henryk Lew 1180                                                       |
| Sułtan Wielkich Seldżuków  | - 1118 Ahmad Sandżar 1157                                                    |
| Król Szkocji               | - 1124 Dawid I Szkocki 1153                                                  |
| Król Szwecji               | - 1130 Swerker I Starszy 1156                                                |
| Doża Wenecji               | - 1130 Pietro Polani 1148                                                    |
| Król Węgier                | - 1141 Gejza II 1161                                                         |

Rok 1143 / MCXLIII
stulecia: XI wiek ~
XII wiek ~
XIII wiek

lata: 1133 «
1138 «
1139 «
1140 «
1141 «
1142 «
1143
» 1144
» 1145
» 1146
» 1147
» 1148
» 1153

## Wydarzenia na świecie
- 26 września – Celestyn II wybrany na papieża.
- Alfons I Zdobywca uznał się wasalem papiestwa.
- 5 października - podpisano Traktat w Zamorze, na mocy którego Królestwo Leónu uznało niezależność Portugalii. Portugalia była faktycznie niezależna od 1128 roku.

## Urodzili się
- Filip Alzacki, hrabia Flandrii (zm. 1191)

## Zmarli
- 8 kwietnia – Jan II Komnen, cesarz bizantyński (ur. 1087)
- 11 kwietnia – Robert II, biskup wrocławski (ur. ?)
- 24 września – Innocenty II, papież (ur. ?)
- 10 listopada – Fulko V, król Jerozolimy i hrabia Andegawenii (ur. 1092)
- data dzienna nieznana:
  - Ali ibn Justuf, władca Maroka (ur. ?)
  - Hugo II, książę Burgundii (ur. 1084)
  - Yelü Dashi, założyciel chanatu Kara Kitajów (ur. 1087)